# اندروید ۱۳
اندروید ۱۳ (به انگلیسی: Android 13)، با اسم رمز اندروید تیرامیسو (Tiramisu)  که سیزدهمین نسخهٔ اصلی و بیستمین نسخهٔ اندروید است، یک سیستم‌عامل برای تلفن‌های همراه است که توسط اتحادیه گوشی باز به سرپرستی گوگل ساخته شده‌است. نخستین گوشی‌هایی که از این که سیستم‌عامل بهره بردند پیکسل ۷ و پیکسل ۷ پرو بودند.

## تاریخچه
اندروید ۱۳ (با اسم رمز تیرامیسو) در یک پست وبلاگ اندروید که در ۱۰ فوریه ۲۰۲۲ منتشر شد، معرفی شد؛ و اولین پیش‌نمایش توسعه‌دهنده بلافاصله برای سری گوگل پیکسل منتشر شد (از پیکسل ۴ تا پیکسل ۶، و عدم پشتیبانی از پیکسل ۳ و پیکسل ۳ای). این نسخه ۴ ماه یا بیشتر پس از نسخهٔ پایدار اندروید ۱۲ منتشر شد. پیش‌نمایش توسعه‌دهنده ۲ بعداً دنبال شد و در ماه مارس منتشر شد. بتا ۱ در ۲۶ آوریل ۲۰۲۲ منتشر شد. گوگل نسخهٔ بتا ۲ را در ۱۱ مه ۲۰۲۲ در جریان رویداد گوگل آی/او منتشر کرد. دو نسخهٔ بتای دیگر برای عرضه در ژوئن و ژوئیه برنامه‌ریزی شده‌است. ثبات پلتفرم در ماه ژوئن و با نسخه بتا ۳ به دست خواهد آمد. انتشار نسخهٔ پایدار اندروید ۱۳ در ماه سپتامبر آغاز می‌شود.